# Konstanty Wolny

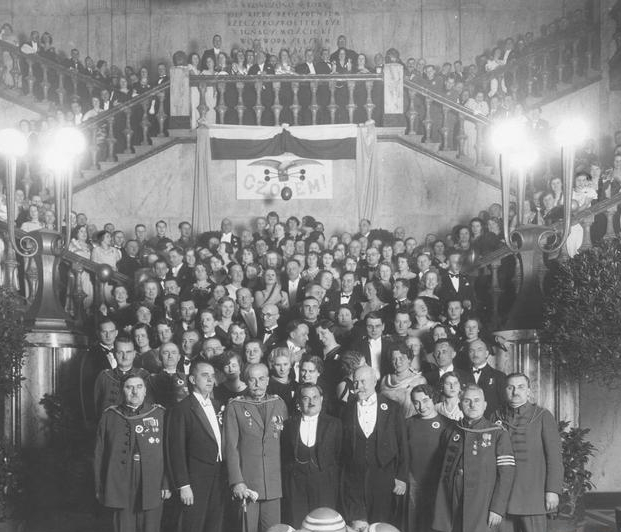
Konstanty Wolny w holu sejmu śląskiego wraz z członkami śląskiego Sokoła.

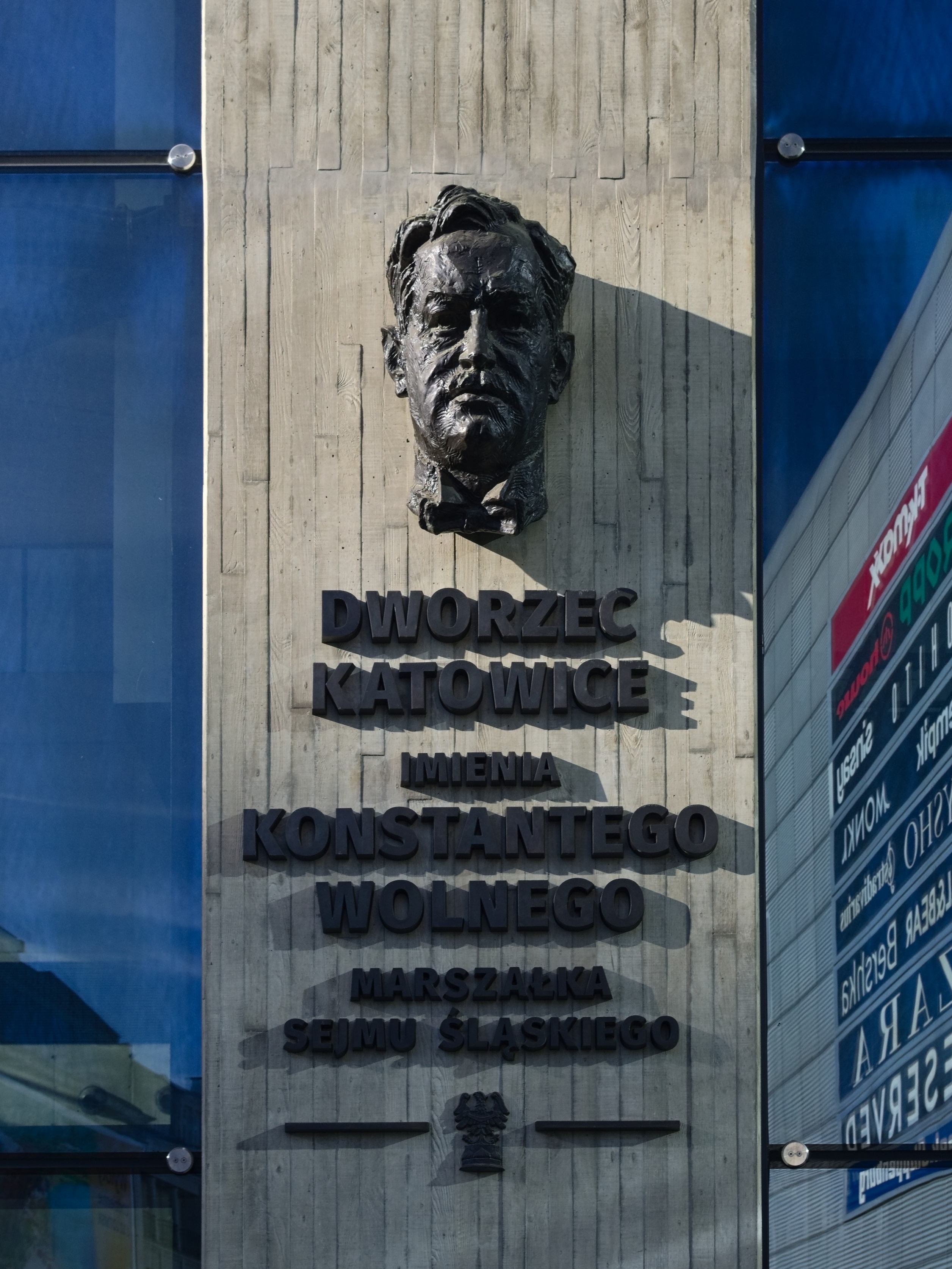
Popiersie na fasadzie dworca w Katowicach

Konstanty Wolny (ur. 5 kwietnia 1877 w Bujakowie, zm. 9 listopada 1940 we Lwowie) – polski działacz narodowy i społeczny na rzecz polskości Górnego Śląska, współpracownik Wojciecha Korfantego, współautor Statutu Organicznego Województwa Śląskiego, poseł na Sejm Śląski I, II i III kadencji w II RP, pierwszy marszałek Sejmu Śląskiego w latach 1922-1935.

## Życiorys

### Młodość i działalność narodowa
Urodził się w rodzinie kowala Wawrzyńca i Ludwiny z domu Jarczyk (jego dom rodzinny stoi do dzisiaj). Po śmierci matki Konstantego (zmarła na tyfus) rodzina przeniosła się do Zawodzia koło Katowic, gdzie Wawrzyniec podjął pracę jako kowal w hucie „Baildon”. Zamieszkali u wujostwa Konstantego, który wychowywał się razem z ich siedmiorgiem dzieci. W Katowicach przyszły marszałek ukończył szkołę powszechną, a następnie średnią (Gimnazjum Miejskie w Katowicach; późniejsze III Liceum Ogólnokształcące im. Adama Mickiewicza w Katowicach, które w tamtym czasie znajdowało się w gmachu późniejszego VIII Liceum Ogólnokształcącego im. Marii Skłodowskiej-Curie), gdzie poznał Wojciecha Korfantego, z którym połączyły go przyjaźń i zainteresowania polityczne. Ich propolska postawa, kosztowała w 1895 r. Korfantego relegację z klasy maturalnej. W roku 1898 Wolny immatrykulował się na wydziale medycznym Uniwersytetu Wrocławskiego, lecz już na pierwszym roku zmienił kierunek, zgodnie ze swymi zainteresowaniami społeczno-politycznymi (a wbrew nadziejom ojca), na prawo. We Wrocławiu losy Wolnego i Korfantego, który studiował tam na wydziale filozoficznym, zeszły się ponownie. Wspólnie, z Brunonem Kuderą, Jakubem Kowalczykiem i Janem Dembińskim działali oni w zakazanym w 1899, propolskim Towarzystwie Akademików Górnoślązaków. Tam też poznał K. Wolny swoją przyszłą żonę, Wandę z domu Sworowską. Była córką właścicieli stancji, na której mieszkał, pochodziła z rodziny o silnych polskich tradycjach.
Po ukończeniu studiów (w 1901) pracował jako adwokat na Górnym Śląsku, angażując się jednocześnie politycznie. Po kilkuletniej praktyce sądowej zdał państwowy egzamin asesorski w Ministerstwie Sprawiedliwości w Berlinie. Zamieszkał w Gliwicach, gdzie został pierwszym polskim adwokatem. Wraz z Korfantym i Cyrylem Ratajskim był aktywny w Towarzystwie Demokratyczno-Narodowym, a następnie jako członek rady nadzorczej Stronnictwa Polskiego na Śląsku, które założył wraz z Korfantym i Napieralskim 15 stycznia 1911. Po czym został działaczem chrześcijańskiej demokracji.
Z chwilą wybuchu I wojny światowej został prewencyjnie aresztowany i osadzony w twierdzy w Nysie, następnie przez trzy lata odbywał służbę wojskową w armii pruskiej. Większość czasu spędził w Janowie Podlaskim. Po zdemobilizowaniu w listopadzie 1918 osiadł w Bytomiu, który w tym czasie stawał się głównym ośrodkiem polskiej działalności politycznej na Górnym Śląsku.

### Walka o przynależność Górnego Śląska do Polski
Od 1918 działał w Naczelnej Radzie Ludowej, przeniesionej później (1919) z powodu grożących aresztowań, z Bytomia do Sosnowca. Po zawarciu polsko-niemieckiej umowy amnestyjnej (1 października 1919) Wolny powrócił do Bytomia, by zostać obok Rymera (NPR) i Biniszkiewicza (PPS) jednym z zastępców komisarza sekretariatu plebiscytowego (Korfantego). Od 10 stycznia 1919 roku pełnił funkcję pierwszego prezesa Śląskiej Dzielnicy Polskiego Towarzystwa Gimnastycznego „Sokół”.
Wolny przewodniczył Komisji Samorządowej, która w ciągu dwóch miesięcy, od maja do lipca 1920 opracowała Statut Organiczny Województwa Śląskiego, który stał się integralną częścią ustawy konstytucyjnej Sejmu Ustawodawczego z 15 lipca 1920 a tym samym aktem normatywnym określającym kształt i zasady funkcjonowania autonomii Województwa Śląskiego.
Od lutego do kwietnia 1922 brał udział w pracach przygotowawczych w Genewie, poprzedzających podpisanie tam 15 maja 1922 umowy polsko-niemieckiej o podziale Górnego Śląska. W jej wyniku powstały m.in. instytucje arbitrażowe Górnośląski Trybunał Rozjemczy w Bytomiu i Górnośląska Komisja Mieszana w Katowicach.

### W II Rzeczypospolitej
Po powrocie na Górny Śląsk, osiadł w Katowicach i otworzył kancelarię adwokacką. W latach 1918–1922 z wielkim zaangażowaniem włączył się w budowę różnych struktur i instytucji, kierujących polską działalnością narodową na Górnym Śląsku. Został posłem Chrześcijańskiego Zjednoczenia Ludowego, a następnie pierwszym marszałkiem Sejmu Śląskiego, którym był przez trzy kadencje. Był dziekanem Rady Adwokackiej w Katowicach. Był długoletnim prezesem Automobilklubu Śląskiego od jego założenia w 1924 do ostatnich wyborów w kwietniu 1939, chociaż sam nie miał początkowo prywatnego samochodu ani nawet prawa jazdy.
Był inicjatorem założenia Biblioteki Sejmu Śląskiego. Dzięki jego staraniom 9 lutego 1934 biblioteka ta została ustanowiona biblioteką okręgową dla województwa śląskiego (późniejsza Biblioteka Śląska). Był mecenasem sztuki, kultury i sportu, oraz publicystą (publikując m.in. w Przeglądzie Notarialnym).
Konstanty Wolny i jego żona mieli pięcioro dzieci: Zbigniewa, Mariana, Irenę, Halinę i Witolda. Żona Wanda, absolwentka szkoły kosmetycznej w Paryżu, w 1923 zdecydowała się na osobne życie. Konstanty zamieszkał w Katowicach, w domu przy ul. Zacisze 3, gdzie z pomocą teściowej wychowywał dzieci. Służbowego mieszkania w gmachu Urzędu Wojewódzkiego używał jedynie do celów oficjalnych.
2 maja 1923 został odznaczony Krzyżem Komandorskim Orderu Odrodzenia Polski „za zasługi, położone około przyłączenia Górnego Śląska do Rzeczypospolitej Polskiej”.

### Po wybuchu II wojny światowej
We wrześniu 1939 uciekając przed Niemcami, dotarł w połowie września do Lwowa, gdzie był jednym ze współzałożycieli Śląskiego Komitetu Uchodźców. Zmarł na zawał serca w wieku 63 lat.

## Miejsce pochówku
Został pochowany w grobowcu oo. jezuitów na cmentarzu Janowskim we Lwowie.
Zimą 2012 z inicjatywy rodziny Konstantego Wolnego Rada Ochrony Pamięci Walk i Męczeństwa wystąpiła do władz Ukrainy z prośbą o otwarcie grobowca oraz identyfikację i ekshumację prochów marszałka. Strona ukraińska zgodziła się na ekshumację, szczątki Konstantego Wolnego zostały przewiezione do Katowic, gdzie 6 czerwca 2012 roku pochowano je na cmentarzu przy ul. Francuskiej.

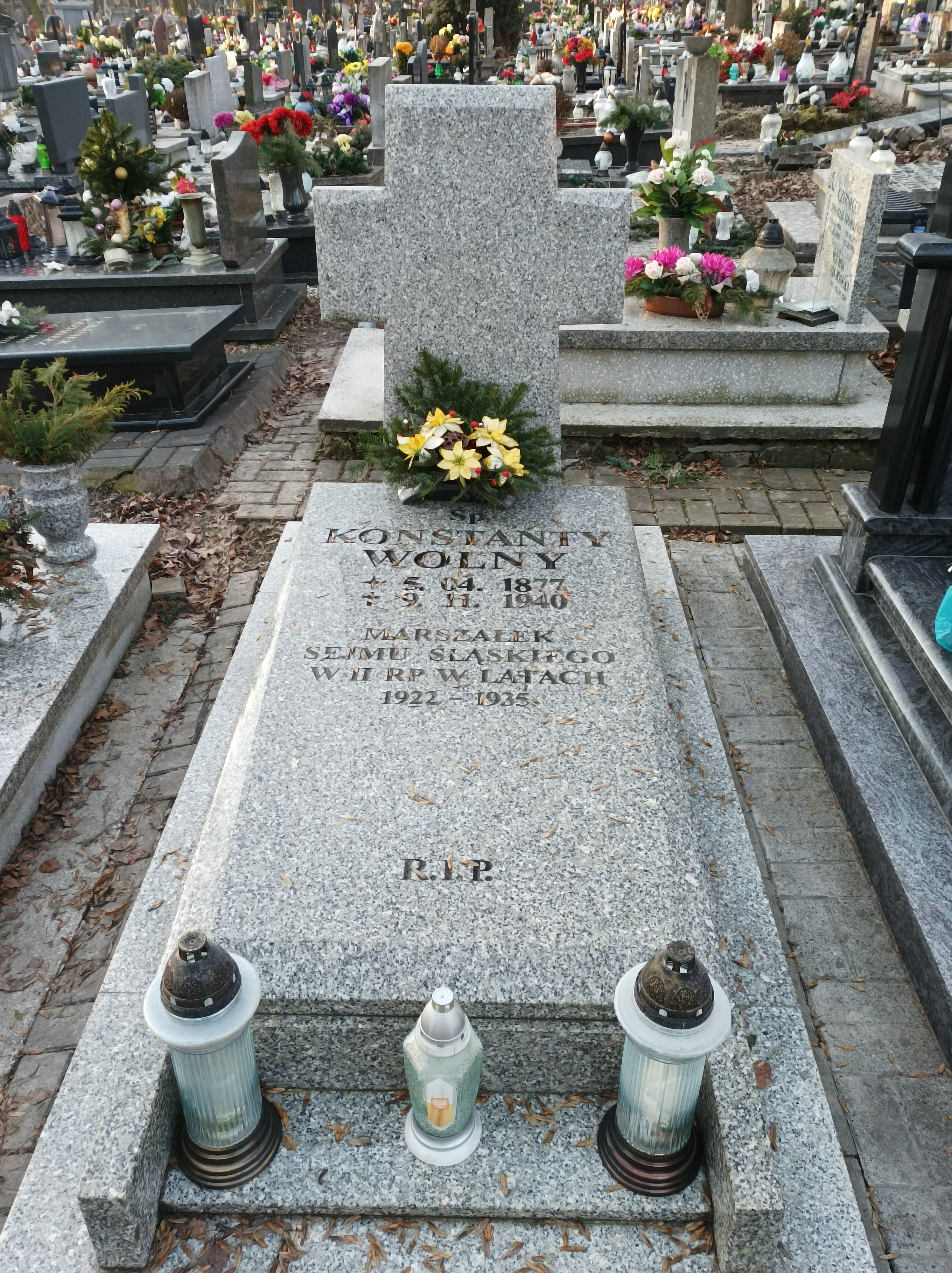
Grób Konstantego Wolnego na cmentarzu przy ul. Francuskiej w Katowicach

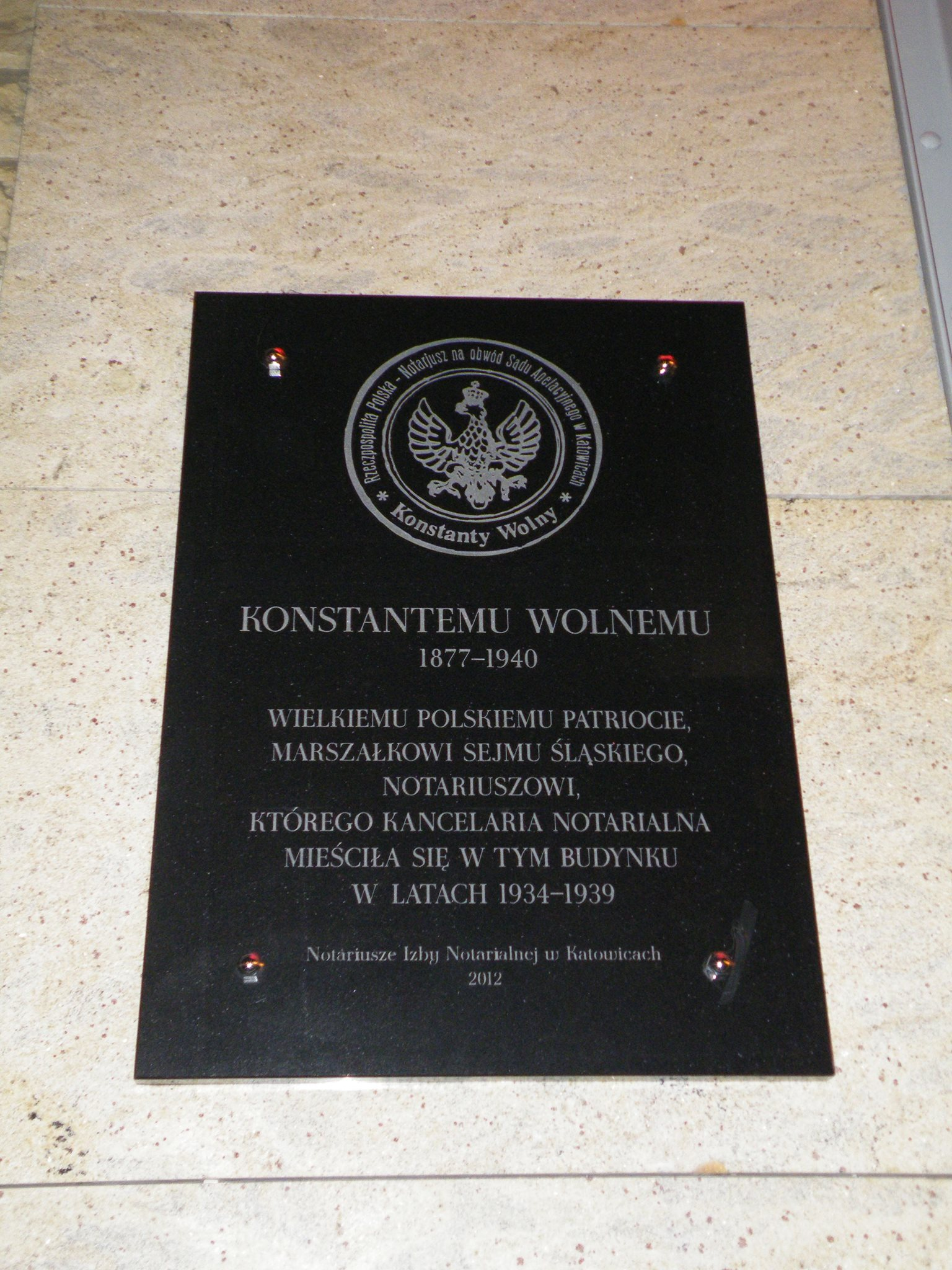
Tablica pamiątkowa na fasadzie kamienicy przy ul. Warszawskiej 1 w Katowicach

## Upamiętnienie
6 listopada 2004 odsłonięto ku jego czci tablicę pamiątkową na cmentarzu przy ulicy Francuskiej w Katowicach.
W związku z 135. rocznicą urodzin K. Wolnego i 90. rocznicą pierwszych wyborów do Sejmu Śląskiego Sejmik Województwa Śląskiego ogłosił rok 2012 Rokiem Konstantego Wolnego.
W 2012 na fasadzie budynku przy ul. Warszawskiej 1 w Katowicach odsłonięto tablicę, upamiętniającą Wolnego. W tym budynku w latach 1934–1939 mieściła się jego kancelaria notarialna.
W rodzinnym miejscowości Wolnego, Bujakowie, przy cmentarzu znajduje się drewniana podobizna marszałka, wraz z tablicą upamiętniającą jego zasługi.
Od 15 lipca 2021 Konstanty Wolny jest także patronem Dworca kolejowego w Katowicach.